# Crna Rijeka
Crna Rijeka je naseljeno mjesto u sastavu općine Bosanski Novi, Republika Srpska, BiH.

## Stanovništvo
| Crna Rijeka        |              |
| godina popisa      | 1991.        |
| Srbi               | 86 (18,49%)  |
| Hrvati             | 0            |
| Muslimani          | 370 (79,57%) |
| Jugoslaveni        | 0            |
| ostali i nepoznato | 9 (1,94%)    |
| ukupno             | 465          |